# آلفردو ولبی
آلفردو ولبی (انگلیسی: Alfredo Welby; ۱۶ دسامبر ۱۹۱۰ – ۱۴ ژوئیهٔ ۱۹۹۸) بازیکن فوتبال اهل ایتالیا بود.
از باشگاه‌هایی که در آن بازی کرده‌است می‌توان به باشگاه فوتبال رجینا، باشگاه فوتبال آ.اس. رم، و باشگاه فوتبال کوزنتسا کالچو اشاره کرد.